# Фильмография Луи де Фюнеса
Фильмография французского актёра Луи де Фюнеса (1914—1983). Актёр снялся в 151 фильме.

## Актёр
1940-е годы
- 1946 — Барбизонское искушение / La Tentation de Barbizon — портье в кабаре «Le Paradis» (в титрах не указан)
- 1947 — Последнее пристанище / Dernier refuge — работник вагона-ресторана
- 1947 — Шесть потерянных часов / Six heures à perdre — шофёр его превосходительства Леопольда де Витта
- 1947 — Антуан и Антуанетта / Antoine et Antoinette — Эмиль, рабочий в магазине и гость на свадьбе
- 1947 — Дом последнего шанса / Le Château de la dernière chance — один из клиентов профессора
- 1948 — Круиз для неизвестного / Croisière pour l’inconnu — повар на яхте (в титрах не указан)
- 1948 — Геклен / Du Guesclin — придворный астролог
- 1949 — Адемай на пограничном посту / Adémaï au poteau-frontière — солдат (нет в титрах)
- 1949 — Мой друг Сенфуан / Mon ami Sainfoin — гид
- 1949 — Некий господин / Un certain monsieur — журналист Томас Будебеф
- 1949 — Нет уик-эндов у нашей любви / Pas de week-end pour notre amour — Константен, камердинер барона
- 1949 — Я люблю только тебя / Je n’aime que toi — пианист в оркестре
- 1949 — Миллионеры на один день / Millionnaires d’un jour — адвокат Филиппа
- 1949 — Миссия в Танжере / Mission à Tanger — испанский генерал, посетитель кабаре
- 1949 — Свидание с удачей / Rendez-vous avec la chance — официант в кафе
- 1949 — Вышел в свет / Vient de paraître — эпизод

1950-е годы
- 1950 — Улица без закона / La Rue sans loi — Ипполит
- 1950 — Соломенный любовник / L’Amant de paille — психиатр Бруно
- 1950 — Министерство труда / Quai de Grenelle — продавец антизмеиного порошка
- 1950 — Его величество мсье Дюпон / Sa majesté Monsieur Dupont / Prima comunione — священник
- 1950 — Кнок / Knock — пациент (нет в титрах)
- 1950 — Король трёпа / Le Roi du bla bla bla — гангстер Жино
- 1950 — Адрес неизвестен / Sans laisser d’adresse — будущий папаша
- 1950 — Игроки / Les Joueurs — Швохнев
- 1951 — Биби Фрикотен / Bibi Fricotin — спасатель в бассейне
- 1951 — Алая роза / La Rose roug — поэт Манито
- 1951 — Моя жена великолепна / Ma femme est formidable — турист-лыжник
- 1951 — Индюк / Le Dindon — управляющий.
- 1951 — Брачное агентство / Agence matrimoniale — мсье Шарль
- 1951 — Бонифаций-сомнамбула / Boniface Somnambule — Анатоль
- 1951 — Молодые чемпионы / Champions Juniors — отец
- 1951 — Нет отпуска для господина мэра / Pas de vacances pour Monsieur le Maire — консультант
- 1951 — Отрава / La Poison — Андрэ, приятель Поля
- 1951 — Любовь под зонтиком / Un amour de parapluie — отдыхающий на пляже
- 1951 — Магазин на продажу / Boîte à vendre
- 1951 — 90 градусов в тени / 90 degrès à l’ombre
- 1951 — Жизнь — игра / La vie est un jeu — вор
- 1951 — Прохожая / La Passante
- 1951 — Поездка в Америку / Le Voyage en Amérique
- 1952 — Добродетельная шлюха / La Putain respectueuse
- 1952 — Бегство месье Перля / La Fugue de Monsieur Perle
- 1952 — Волки охотятся ночью / Les Loups chassent la nuit
- 1952 — Восьмое искусство и манера / Le Huitième art et la manière
- 1952 — Господин Легиньон, фонарщик / Monsieur Leguignon, lampiste
- 1952 — Господин Такси / Monsieur Taxi — художник на площади
- 1952 — Длинные зубы / Les Dents longues
- 1952 — Легко и коротко одета / Légère et court vêtue
- 1952 — Любовь — не грех / L’Amour n’est pas un péché
- 1952 — Семь смертных грехов / Les Sept péchés capitaux
- 1952 — Их было пятеро / Ils étaient cinq
- 1952 — Она и я / Elle et moi
- 1952 — Невиновные в Париже / Innocents in Paris
- 1952 — Парижские воробьи / Moineaux de Paris
- 1952 — Суд Божий / Le Jugement de Dieu
- 1952 — Жизнь порядочного человека / La Vie d’un honnête homme — Эмиль, камердинер
- 1952 — Я был им три раза / Je l’ai été trois fois — секретарь-переводчик султана
- 1952 — Барабан / Tambour battant
- 1952 — Белый колдун / Le Sorcier blanc
- 1953 — Верьте мне / Faites-moi confiance
- 1953 — Рыцарь ночи / Le Chevalier de la nuit
- 1953 — Ночные компаньоны / Les Compagnes de la nuit
- 1953 — Корсары Булонского леса / Les Corsaires du Bois de Boulogne
- 1953 — К чёрту добродетель / Au diable la vertu
- 1953 — Спальня старшеклассниц / Le chemin de l’ecoliers / Dortoir des grandes
- 1953 — Мой братишка из Сенегала / Mon frangin du Sénégal
- 1953 — Мужчины думают только об этом / Les hommes ne pensent qu’à ça
- 1953 — Смех / Le Rire
- 1953 — Тайна Элен Маримон / Le Secret d’Hélène Marimon
- 1953 — Муки / Tourments
- 1953 — Странное желание господина Барда / L’Étrange désir de Monsieur Bard
- 1953 — Капитан Туфля / Capitaine Pantoufle
- 1953 — Кутёж в кабаках / La Tournée des grands ducs
- 1954 — Папа, мама, служанка и я / Papa, maman, la bonne et moi…
- 1954 — Королева Марго / La Reine Margot
- 1954 — Служебная лестница / Escalier de service
- 1954 — Ах! Эти прекрасные вакханки / Ah! Les belles bacchantes
- 1954 — Апрельская рыбка / Poisson d’avril
- 1954 — Мадемуазель Нитуш / Mam’zelle Nitouche — сержант
- 1954 — Ингрид, история фотомодели / Ingrid — Die Geschichte eines Fotomodells
- 1954 — Интриганки / Les Intrigantes
- 1954 — Семейная сцена / Scènes de ménage
- 1954 — Хлеб в траве / Le Blé en herbe
- 1954 — За запертой дверью / Huis Clos
- 1954 — Баран с пятью ногами / Такие разные судьбы / Le Mouton à cinq pattes
- 1955 — Гусары / Les Hussards
- 1955 — Пеп устанавливают закон / Les pépées font la loi
- 1955 — Порочные / Les Impures
- 1955 — Шелест / Frou-Frou
- 1955 — Невыносимый господин Болтун /  L’Impossible Monsieur Pipelet
- 1955 — Наполеон / Napoléon — эпизод (в титрах не указан)
- 1955 — Банда отца / La bande à papa
- 1955 — День добрый, улыбка / Bonjour sourire
- 1955 — Если бы нам рассказали о Париже / Si Paris nous etait conte — Антуан Аллегре
- 1955 — Девушка без границ / Mädchen ohne Grenzen
- 1956 — Через Париж / La Traversee De Paris
- 1956 — Папа, мама, моя жена и я / Papa, Maman, ma femme et moi
- 1956 — Короткий ум / Courte Tete
- 1956 — Малютки у простофили / Bebes a gogo
- 1956 — Закон улиц / La Loi des rues
- 1957 — Совершенно некстати / Как дерьмо в проруби / Comme un cheveu sur la soupe
- 1958 — Жизнь вдвоём / La Vie a deux
- 1958 — Такси, прицеп и коррида / Taxi, Roulotte et Corrida
- 1958 — Не пойман — не вор / Ni vu… Ni connu… — Блеро
- 1959 — Мой приятель цыган / Mon pote le gitan
- 1959 — Некоторым нравится похолоднее / Les Raleurs… font leur beurre / Certains l’aiment froide
- 1959 — Прохвосты / I Tartassati / Fripouillard et Cie
- 1959 — Тото в Мадриде / Toto, Eva e il pennello proibito

1960-е годы
- 1960 — В воде, в которой пузыри /  Dans l’eau… qui fait des bulles!…
- 1960 — Пригородные поезда /  Les Tortillards
- 1960 — Кандид, или Оптимизм в XX веке /  Candide ou l’optimisme au XXe siecle
- 1961 — Капитан Фракасс / Le Capitaine Fracasse
- 1961 — Прекрасная американка / La Belle Américaine — Вирало, начальник цеха / Вирало, комиссар полиции (озвучил Зиновий Гердт)
- 1961 — Преступление не выгодно / Le Crime ne paie pas
- 1961 — Вендетта / La Vendetta
- 1962 — Дьявол и десять заповедей / Le Diable Et Les Dix Commandements
- 1962 — Джентльмен из Эпсома / Le Gentleman d’Epsom — Гаспар Рипе
- 1962 — Лунный свет в Мобеже / Un clair de lune à Maubeuge
- 1962 — Мы поедем в Довиль / Nous irons à Deauville
- 1963 — Счастливчики / Les Veinards
- 1963 — Пик-Пик / Pouic-Pouic — Леонар Монестье
- 1963 — Взорвите банк / Faites sauter la banque! — Виктор Гарнье
- 1963 — Цепная реакция / Carambolages — директор фирмы Норбер Шароле
- 1964 — Игра в ящик / Des pissenlits par la racine — Жак, вор
- 1964 — Мышь среди мужчин / Un drôle de caïd — Марсель
- 1964 — Жандарм из Сен-Тропе / Le Gendarme De Saint-Tropez — Людовик Крюшо
- 1964 — Фантомас / Fantomas — комиссар Жюв
- 1965 — Разиня / Le Corniaud' — Леопольд Сароян
- 1965 — Кутилы / Les Bons vivants/Un grand seigneur — Леон Одпан
- 1965 — Жандарм в Нью-Йорке / Le Gendarme A New York — Людовик Крюшо
- 1965 — Фантомас разбушевался / Fantomas Se Dechaine — комиссар Жюв
- 1966 — Большая прогулка / La Grande Vadrouille — Станислас Лефорт
- 1966 — Ресторан господина Септима / Le Grand Restaurant — месье Септим
- 1967 — Фантомас против Скотланд-Ярда / Fantomas Contre Scotland Yard — комиссар Жюв
- 1967 — Большие каникулы / Les Grandes Vacances — Шарль Боскье
- 1967 — Оскар / Oscar — Бертран Барнье
- 1968 — Маленький купальщик / Le Petit Baigneur — Луи-Филипп Фуршом
- 1968 — Татуированный / Le Tatoue — Фелисьен Мезре
- 1968 — Жандарм женится / Le Gendarme se marie — Людовик Крюшо
- 1969 — Замороженный / Hibernatus — Юбер де Тартас

1970-е годы
- 1970 — Человек-оркестр / L’Homme orchestre — Эван Эванс
- 1970 — Жандарм на прогулке / Le Gendarme En Balade — Людовик Крюшо
- 1971 — На древо взгромоздясь / Sur Un Arbre Perche — Анри Рубье
- 1971 — Мания величия / La Folie Des Grandeurs — Дон Саллюст
- 1971 — Джо / Jo — Антуан Бризбар
- 1973 — Приключения раввина Якова / Les Aventures De Rabbi Jacob — Виктор Пивер
- 1976 — Крылышко или ножка / L' Aile Ou La Cuisse — Шарль Дюшмен
- 1978 — Склока / La Zizanie — Гийом Добре-Лаказ
- 1979 — Жандарм и инопланетяне / Le Gendarme Et Les Extra-Terrestres — Людовик Крюшо

1980-е годы
- 1980 — Скупой / L' Avare — Гарпагон
- 1981 — Суп с капустой / La Soupe Aux Choux — Клод Ратинье
- 1982 — Жандарм и жандарметки / Le Gendarme Et Les Gendarmettes — Людовик Крюшо

## Режиссёр
- 1980 — Скупой / L' Avare

## Сценарист
- 1966 — Ресторан господина Септима / Le Grand restaurant — сценарист
- 1967 — Оскар / Oscar — сценарист
- 1969 — Замороженный / Hibernatus — сценарист
- 1979 — Жандарм и инопланетяне / Le Gendarme Et Les Extra-Terrestres — сценарист
- 1980 — Скупой / L' Avare — режиссёр, сценарист
- 1981 — Суп с капустой / La Soupe Aux Choux — сценарист

## Документальные фильмы
- 2020 — «Невероятные приключения Луи де Фюнеса»